# Национална банка на Полша
Националната банка на Полша (на полски: Narodowy Bank Polski, NBP) е централната банка на Полша, създадена е през април 1945 г. Тя контролира емитирането на полската валута, полската злота. Банката е със седалище във Варшава, разполага с общо 16 клона, в по-големите градове на Полша. Банката представлява Полша в Европейската система на централните банки, която е организация на Европейския съюз.